# Lista diplomatica
La lista diplomatica è l'elenco ufficiale degli Agenti diplomatici, capi e membri delle Missioni estere permanenti presso lo Stato accreditatario, in un determinato momento storico.

## Caratteri
La lista diplomatica assume la forma di un volume a stampa, predisposto e pubblicato a cura del Ministero degli Affari esteri (Servizio del Cerimoniale) dello Stato stesso. Per quanto riguarda lo Stato italiano, la lista è consultabile da qualche anno anche sul sito ufficiale del Ministero.

## Criteri di redazione
Il criterio, cui la redazione della Lista si informa, consiste nell'indicazione diretta dei singoli Stati esteri accreditanti. Per ogni agente iscritto nella Lista, sono precisati il rango e la rivestita qualità diplomatica, l'abitazione ufficiale, la data dell'accreditamento, ovvero, se non ancora formalmente accreditato, la data del concesso gradimento. Per la Missione diplomatica, considerata come tale, sono indicati la denominazione ufficiale di essa e l'indirizzo della cancelleria diplomatica.

## Effetti
L'iscrizione nella Lista diplomatica consacra la posizione giuridico-diplomatica di ogni Agente e la titolarità, quindi, da parte sua, dello status che gli compete e le relative immunità diplomatiche.